# 田部井隆雄
田部井 隆雄（たべい たかお、1957年11月 - ）は高知大学理学部教授。茨城県出身。

## 略歴
- 1982年 京都大学理学部卒業
- 1984年 京都大学大学院理学研究科修士課程修了
- 1988年 京都大学大学院理学研究科博士課程修了
- 1988年 京都大学　理学博士 「Crustal movements in the inner zone of southwest Japan associated with stress relaxation after major earthquakes(西南日本内帯における地殻変動 )」